# フレイザーズ・ヒル
フレイザーズ・ヒル（英語: Fraser's Hill, マレー語: Bukit Fraser）は、マレーシア、パハン州のティティワングサ山脈に位置する高原リゾートである。

## 歴史

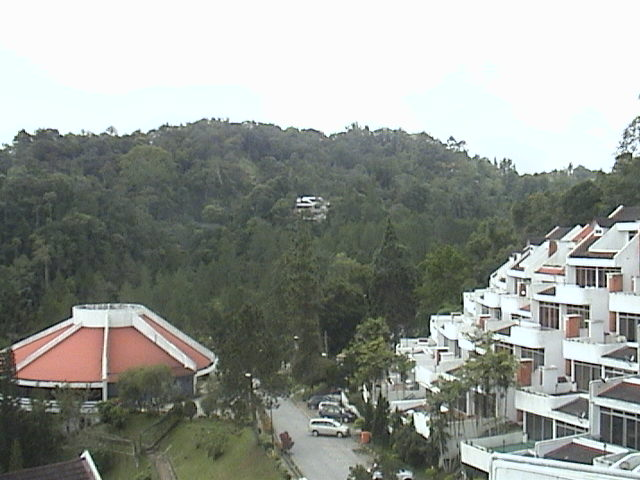
フレイザーズ・ヒル中心部の景観

フレイザーズ・ヒルの地域は、1897年、植物学者であるH. N. リドリーによって初めて認知された、生物多様性のレベルが高い、マレーシアの数少ない原生林のうちの1つである。
フレイザーズ・ヒルという名称は、1890年代に、唯一、スズ鉱石の交易所を設けたスコットランドの開拓者であるルイス・ジェームズ・フレイザーに由来する。イギリス陸軍がティティワングサの範囲を調査していなかったため、フレイザーは金もしくは他の貴重な金属を見込んで、高地の尾根に至る遠征のためにガイドとクーリーを募った。その頂上においてフレイザーは、雲層の内に絶えず湿気を保つ、有史以前の様相をもつ苔に覆われた樹木やシダの原生林を見つけた。
フレイザーはさらに豊富なスズ鉱床を発見し、鉱山を開くために中国人労働者を集めた。険しい行路が、ギャップ (The Gap) および一番近い町のラウブ (Raub) へとスズ鉱石を輸送するラバのために築かれた。フレイザーは、飯場での賭博およびアヘン窟を運営し、それにより彼はクーリーに支払われた賃金から第二の利益を得た。
フレイザーはおよそ25年後に姿を消した。1917年に、シンガポールの司教 C. J. ファーガソン＝デイビーが、一行を率いてギャップより登りフレイザーの用地を探索したが、彼を見つけることができなかった。しかしその地域が、低地の暑さから逃れる避暑地として最適であったことを報告した。
1919年、ギャップから高原避暑地への連絡道路の工事が着手され、1922年には、フレイザーズ・ヒルという名で高原避暑地が来訪者に開かれた。避暑地は140ヘクタールの土地におよび、50km以上の密林の小路があった。1927年のイギリス領マラヤのハンドブック (Handbook to British Malaya) には、政府高官用の9つのバンガロー、元軍人や婦人のために赤十字社の支援のもと建てられた4軒の家、3軒の個人の家、カントリークラブ、ゴルフ場、水道設備、郵便局があることが記載されていた。
マラヤ非常事態 (Malayan Emergency) の時期の1951年には、よく知られたイギリス高官ヘンリー・ガーニー (Henry Gurney) が、共産主義のゲリラによる無差別の暗殺のうち、フレイザーズ・ヒル近辺で殺害された。
フレイザーズ・ヒルには、1960年代にマレーシアとシンガポールに拠点を置くイギリス軍の保養所もあった。保養所には、NAAFI（海陸空軍協会）が運営していた宿泊施設の横に、軍のボランティアにより作られたプールとテニスコートがあった。
1970年代には、建物やゴルフ場において新手の急激な開発がみられた。マレーシア最大の高原リゾートであるキャメロンハイランドにおいて環境被害の影響の増大している証拠と向き合い、パハン州政府は2010年、フレイザーズ・ヒルの原生林のさらなる開発を否決した。

## 位置
フレイザーズ・ヒルは標高1,220-1,525メートルの高地にあり、7つの頂が含まれる。気象局の測候所は、1,280mにおいて計測される。通年の気温は、17°C - 25°C ( 63°F - 77°F ) である。
このリゾートは、首都のクアラルンプールから 104km （64.6マイル）に位置する。険しい登り坂の麓、標高800m余りのギャップには、植民地時代のレストハウスが今なお営業している。ギャップからの上りは、曲がりくねった8kmの単線道であり、ギャップからフレイザーズ・ヒルまで、車で20分以内の道のりとなる。訪れる者の中には、鳥を見つけたり、顕著な気温の低下を楽しみ歩いて上ることを好む者もいる。新しい別の道路が2001年に開通したが、ここは時に崖崩れによって閉鎖される。

## レクリエーション
涼しく、年間を通じて爽快なフレイザーズ・ヒルは、社内の旅行や週末の休暇においてマレーシア人やシンガポール人の人気を保っている。

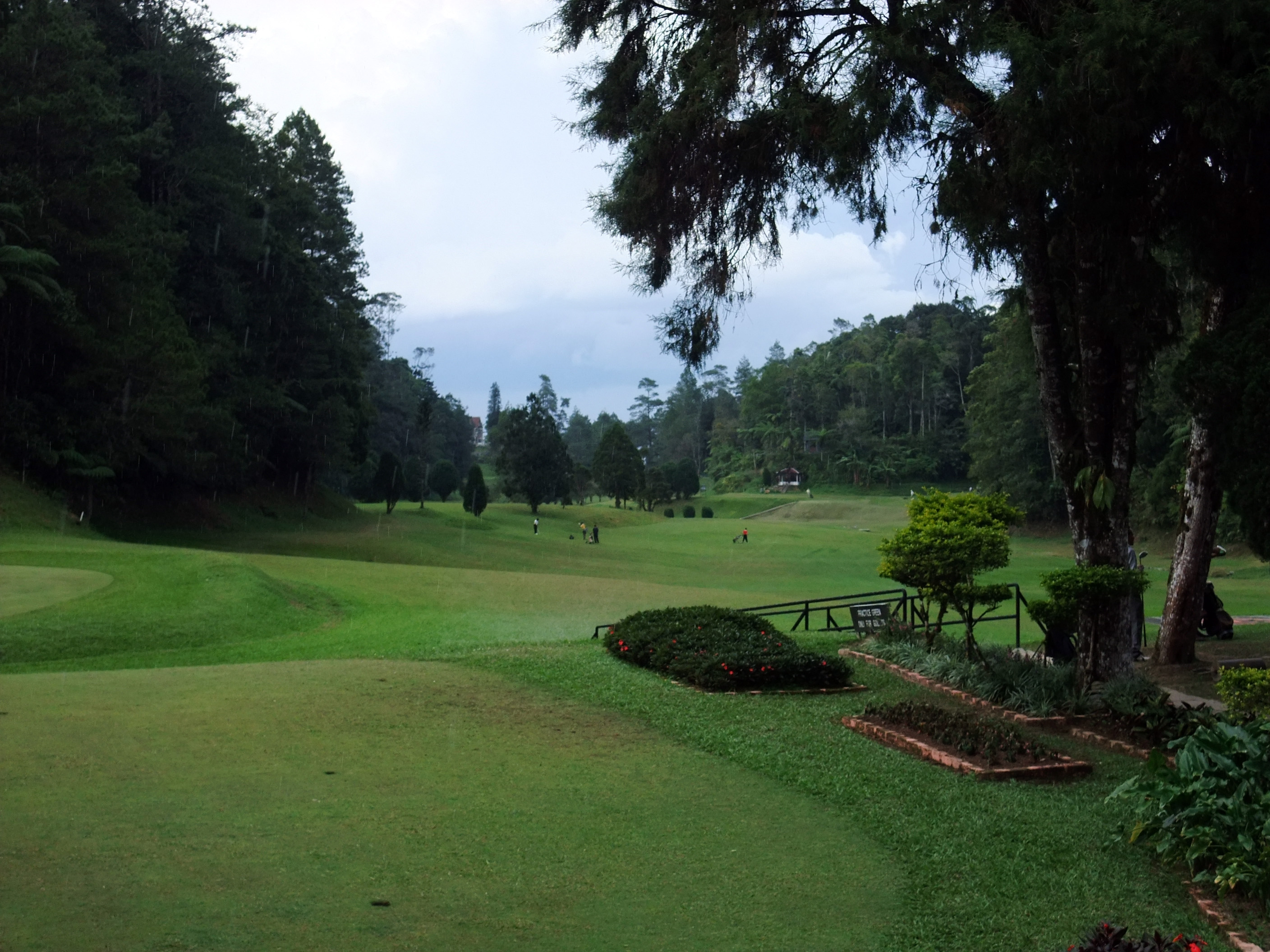
フレイザーズ・ヒル・ゴルフコース

### ゴルフ
マレーシアの最も古い高地ゴルフ場は1925年、フレイザーズ・ヒルに造られた。9ホールのコースが旧スズ鉱山の上に造成され、1970年代には、18ホールのコースが中心街から約3kmのジェリアウ (Jeriau) に追加された。

### ウォーキング
高原周辺にいくつかのハイキング・トレイル (Hiking trail) があり、それらの入口は通常、案内板で標示されている。さらに行くことのできる滝もある。トレイルは、短い散策路のヘマント・トレイル (Hemmant Trail) などから、丸一日のトレッキングとなるパインツリー・トレイル (Pine Tree Trail)　まで設定されている。
- マーガー・トレイル (Mager Trail) - 1,000m
- アブスラディ・トレイル (Abu Suradi Trail) - 500m
- ヘマント・トレイル (Hemmant Trail) - 1,000m
- ビショップ・トレイル (Bishop Trail) - 1,500m
- マクスウェル・トレイル (Maxwell Trail) - 1,800m
- キンダーズリー・トレイル (Kindersley Trail) - 750m
- ロンピン・トレイル (Rompin Trail) - 500m
- パインツリー・トレイル (Pine Tree Trail) - 5,000m

### バードウォッチング
フレイザーズ・ヒルはバードウォッチング愛好者にとって有名な中心地である。避暑地では、ここに集まる留鳥や渡り鳥270種以上を数える。恒例の国際バードレース (International Bird Race) は、WWFマレーシアおよびマレーシア自然協会 (Malaysian Nature Society) の協力でフレイザーズ・ヒル開発公社 (Fraser's Hill Development Corporation, 略称: FHDC) が主催し、毎年6月の第2週末に開催される。観察し、識別して、公式のチェックリストに記された鳥類の種数を最も多く記録するチーム競技に、世界中から高原避暑地に集う参加者がみられる。